# Bufonaria echinata
Bufonaria echinata is een slakkensoort uit de familie van de Bursidae. De wetenschappelijke naam van de soort is voor het eerst geldig gepubliceerd in 1807 door Link.